# Love and Money (band)
Love and Money was een muziekgroep binnen de softrock en verwante stijlen uit Glasgow, Schotland.

## Geschiedenis
De band ontstond na het samengaan van twee andere Schotse bands in 1985. "Friends Again" leverde James Grant, Paul McGeechan en Stuart Kerr; "Set the Tone" leverde Bobby Paterson. Ze kregen een platencontract bij Phonograms platenlabel Mercury Records. Ze had enig succes in het Verenigd Koninkrijk en de Verenigde Staten; in Nederland en België bleef ze vrijwel onbekend. Vanaf ongeveer 1988 begon de band leden te verliezen en in 1994 hield de band op te bestaan met een laatste optreden getiteld Love and Money RIP in Glasgow op 23 december 1994. In 2011 en 2012 maakt de band een korte comeback met optredens en een album, daarna bleef het stil.

## All you need is
Het debuutalbum All you need is ... kwam uit in 1986. Het album werd voorafgegaan door de single Candybar express, waarbij Andy Taylor gitarist van Duran Duran als muziekproducent optrad. Als producent van andere nummers op het album werd Tom Dowd ingeschakeld. Het album kwam niet in de albumlijsten terecht, alhoewel de genoemde single dat wel deed in het Verenigd Koninkrijk. Hoogtepunt van het jaar was het verzorgen van het voorprogramma van een optreden van U2 in Edinburgh.

## Strange kind of love
Het tweede album zou iets succesvoller zijn; verkopen zouden zijn opgelopen tot 250.000 exemplaren. De productie was in handen van Gary Katz, de vaste producer van Steely Dan. Donald Fagen zou op dit album meegespeeld hebben, maar werd alleen in het dankwoord genoemd. Kerr had het bijltje erbij neergegooid; zijn plaats werd bij dit album ingenomen door Jeff Porcaro van Toto; ook Rick Derringer speelde een nummer mee. Ter promotie ging Love and Money op tournees met Tina Turner, Simply Red en ook BB King. Er werden wat optredens gefilmd en ook trad de band op in een programma van Terry Wogan. De van het album afkomstige single Halleluiah man haalde noteringen in het Verenigd Koninkrijk, Australië, Nieuw-Zeeland en opvallend Frankrijk en Oostenrijk. Het album werd in 2010 opnieuw uitgegeven. Strange kind of love verscheen op Fontana Records (1988).
- Tracks: 1: Halleluiah man (4:37), 2: Shape of things to come (5:12), 3: Strange kind of love (5:15), 4: Axis of love (5:05), 5: Jocelyn Square (4:00), 6: Walk the last mile (5:06), 7: Razorsedge (4:20), 8: Inflammable (4:21), 9: Up escalator (4:12), 10: Avalanche (5:06), 11: Scapecoat (3:50)
- Personeel: James Grant (gitaar, zang), Bobby Paterson (basgitaar), Paul McGeechan (toetsinstrumenten), Jeff Porcaro (drums) met gasten Leroy Clouden (drummer naast Porcaro), Ronnie Goodman (percussie), Paul Griffin (clavinet), aantal achtergrondzangers; Rick Derringer speelt net als Dave Bargeron en Lew Soloff (beiden uit Blood, Sweat & Tears) mee op Up escalator; Timothy B. Schmit van The Eagles zingt mee op Jocelyn Square.
- het originele album miste de credits van opnamen, producer etc.; latere persingen kregen die lijst wel mee.
- Jocelyn Square was enige tijd de URL (jocelynsquare.co.uk) van de website.

## The mother's boy
Het derde album kreeg de titel The mother's boy mee. Het zou een dubbelalbum zijn geworden, ware het niet dat Phonogram of Fontana er geen album inzag. Het werd nooit uitgebracht, maar opnamen verschenen in de loop der jaren als B-kanten van singles en ook op het laatste album van de band The devil's debt.

## Dogs in the traffic
Dogs in the traffic werd de derde elpee van Love and Money. Het haalde een notering in de Schotse albumlijst, maar verder kwam het ook niet. Ook dit album verscheen op Fontana in 1991. Phonogram/Mercury/Fontana zag na dit album geen mogelijkheid de band verder te begeleiden.
- Tracks: 1. Winter (4:09), 2: Johnny’s not here (4:34), 3: My love lives in a dead house (4:44), 4: Cheap pearls (5:06), 5: You’re not the only one (5:16), 6: Looking for Angeline (3:52) , 7: Sometimes I want to give up (4:10), 8: Lips like ether (5:09), 9: Whisky dream (3:29), 10: Pappa death (4:40)
- Personeel: James Grant (gitaar, zang), Douglas Macintyre (gitaar, achtergrondzang), Paul McGeehan (toetsinstrumenten), Bobby Paterson (basgitaar), Gordon Wilson (drumstel) met Fraser Spiers (mondharmonica), enkele achtergrondzangers en B.J. Cole (pedal steel); een deel van de productie was in handen van Steve Nye

## Littledeath
Bij de opnamen van dit album was Paterson niet meer van de partij. Er zouden niet meer dan 25.000 exemplaren zijn verkocht; het werd uitgebracht via Iona Records, een plaatselijk label in Glasgow. Eind 1994 hield de band op te bestaan.
- Tracks: 1: Littledeath (reprise) (1:10), 2: The last ship on the river (4:40), 3: I’ll catch you when you fall (4:02), 4: Keep looking for the light (4:30), 5: Pray for love (3:26), 6: Don’t be afraid of the dark (2:56), 7: Ugly as sin (6:14), 8: Love is like a wave (3:43), 9: Bitches breach (4:37), 10: Kiss of life (5:49), 11: Sweet black luger (5:05), 12: What time is the last train (2:51), 13: Littledeath (4:14)
- Personeel: James Grant (zang, gitaar), Paul McGeehan (toetsen), Douglas Macintyre (basgitaar, mandoline), Gordon Wilson (drumstel) met enkele gastmusici; album opgenomen in Glasgow, door de band geproduceerd.